# 梅斯卡萊羅 (新墨西哥州)
梅斯卡萊羅（英語：Mescalero）是位於美國新墨西哥州奧特羅縣的普查規定居民點。

## 人口
根據2020年美國人口普查的數據，梅斯卡萊羅的面積為46.36平方千米，當中陸地面積為46.33平方千米，而水域面積為0.03平方千米。當地共有人口1480人，而人口密度為每平方千米31.92人。